# Maicon Pereira Roque
Maicon Pereira Roque (* 14. září 1988 Barretos), známý jako Maicon, je brazilský profesionální fotbalista, který hraje na pozici středního obránce za brazilský klub Santos FC.
S Portem vyhrál celou řadu trofejí včetně triumfu v Evropské lize 2010/11.